# 大羽武士
大羽武士（1996年12月22日—）是日本的男性聲優，石川縣出身，CHK聲優中心金澤學校第1期生，OfficeCHK事務所所屬。

## 演出作品

### 電視動畫
2005年
- 彈珠汽水（男學生B）

2010年
- 超級機器人大戰OG -The Inspector-（尤恩·梅隆）
- 薄櫻鬼（島田魁）
- 薄櫻鬼 碧血錄（島田魁）

2011年
- 星際大戰：複製人之戰（JO-NO）
- DOG DAYS（戰士長A）
- 妖怪少爺 千年魔京（花開院豪羅）

2012年
- 宇宙兄弟（澤木學、電台DJ、宮田淳、操作人員A）
- 銀魂'（頭巾、飛行員）
- 薄櫻鬼 黎明錄（島田魁）

2013年
- 宇宙兄弟（北村直樹、喬治·洛夫）

2016年
- 薄櫻鬼 〜御伽草子〜（島田魁）

2018年
- 冷然之天秤（久世政孝）

### OVA
- 薄櫻鬼 雪華錄（島田魁）

### 遊戲
- 閃亮☆閃亮 〜Rock'n'RollShow〜（比嘉龍平）
- 源狼 GENROH（藤原國衛[2]）
- 三極姬〜三國亂世·霸天的采配〜（韓當義公[3]、馬騰壽成[4]）
- 光譜基因（八索）
- 聖魔戰記（天鵝·萊因）
- 薄櫻鬼系列（島田魁）
- 混沌迷霧（瓦裘爾·海因）
- 星織夢未來 Convertion Edition（我妻盛夫）

### 外語配音
- 急凍末日
- 兄妹情深（高材春（尹勇賢））
- 獵與殺（詹森（蓋瑞·丹尼爾斯））
- 斯巴達克斯：血與沙（電視劇）
- 藥命效應
- 流星蝴蝶劍（吳半城、何嵩）
- 黎巴嫩

## 外部連結
- 公開簡歷
- 大羽武士的X（前Twitter）